# John Agar
John Agar (* 31. Januar 1921 in Chicago, Illinois; † 7. April 2002 in Burbank, Kalifornien) war ein US-amerikanischer Schauspieler.

## Leben und Werk
John Agar wurde als ältestes von vier Kindern geboren. Sein Vater John Agar Sr., Arbeiter in einem Schlachthaus, starb schon 1942. Während des Zweiten Weltkriegs diente John Agar in der Air Force. 1946 verließ er sie im Rang eines Sergeants. 1945 heiratete er Shirley Temple, die er als Soldat kennengelernt hatte – er war zu ihrer Eskorte abkommandiert worden. Mit ihr trat er später in dem Film Bis zum letzten Mann (1948) unter Regie von John Ford auf. Der Film war sein Debüt nach Schauspielstunden, die David O. Selznick angeordnet hatte. Selznick hatte Agar nach Ausscheiden aus der Armee unter Vertrag genommen. 1950 wurden Agar und Temple wieder geschieden. 1951 heiratete Agar erneut.
Im Laufe seiner Filmkarriere trat er mehrmals an der Seite von John Wayne auf und freundete sich mit ihm an. So spielten sie 1949 in den Filmen Du warst unser Kamerad und Der Teufelshauptmann zusammen. Die negativen Schlagzeilen rund um seine Scheidung von Temple sowie vielfach publizierte Alkoholprobleme wirkten sich auf Agars Karriere negativ aus, sodass er trotz vielversprechender erster Filme nie ein großer Hollywood-Star wurde. Trotzdem konnte er sich in den 1950er Jahren als B-Movie-Star etablieren, der insbesondere in billiger produzierten Western, Horrorstreifen oder Science-Fiction-Filmen viele Hauptrollen übernahm. So beispielsweise auch in dem Science-Fiction-Klassiker Tarantula (1955) in der Rolle des Landarztes Dr. Matt Hastings, der einer riesenhaften Tarantel auf die Spur kommt. Einige seiner Horror- und Science-Fiction-Filme erlangten trotz bescheidener Produktionsumstände einen gewissen Kultstatus.
Als Gastdarsteller trat Agar in vielen Fernsehserien der 1960er und 1970er Jahre in Erscheinung. Auch als älterer Mann übernahm er noch Nebenrollen bei Film und Fernsehen, etwa in dem Science-Fiction-Katastrophenfilm Nacht der Entscheidung – Miracle Mile (1988) oder in mehreren Horrorfilmen wie John Carpenters Body Bags (1993). Teilweise erfolgte die Besetzung in diesen Filmen dabei auch in Reminiszenz an seine einstigen Hauptrollen in diesen Genres. Die Academy of Science Fiction, Fantasy & Horror Films ehrte ihn 1981 mit dem Life Career Award.
Agar starb am 7. April 2002 in Burbank, Kalifornien, an den Folgen eines Emphysems. Er wurde 81 Jahre alt. Er wurde neben seiner Frau am Riverside National Cemetery in Riverside, Kalifornien begraben. Er hinterließ seine drei Kinder, vier Enkelkinder und zwei Brüder.

## Filmografie (Auswahl)
- 1948: Bis zum letzten Mann (Fort Apache)
- 1949: Adventure in Baltimore
- 1949: Der Teufelshauptmann (She Wore a Yellow Ribbon)
- 1949: The Woman on Pier 13 (Alternativtitel: I Married a Communist)
- 1949: Du warst unser Kamerad (Sands of Iwo Jima)
- 1950: 6.6. 6 Uhr 30 – Durchbruch in der Normandie (Breakthrough)
- 1951: Den Hals in der Schlinge (Along the Great Divide)
- 1951: Der rote Falke von Bagdad (The Magic Carpet)
- 1952: Faustrecht in Minnesota (Woman of the North Country)
- 1954: Freibrief für Mord (Shield for Murder)
- 1954: Rache auf Haiti (The Golden Mistress)
- 1955: Die Rache des Ungeheuers (Revenge of the Creature)
- 1955: Tarantula
- 1956: Noch heute sollst du hängen (Star in the Dust)
- 1956: Blut und Sporen (Flesh and the Spur)
- 1956: In den Klauen der Tiefe (The Mole People)
- 1957: Die Rose von Tokio (Joe Butterfly)
- 1957: Die Totengruft des Dr. Jekyll (The Daughter of Dr. Jekyll)
- 1957: Die Augen des Satans (The Brain from Planet Arous)
- 1958: Kampfgeschwader Totenkopf (Jet Attack)
- 1959: Perry Mason (Fernsehserie, Folge 2x19)
- 1959: Invisible Invaders
- 1959/1960: Tausend Meilen Staub (Rawhide, Fernsehserie, 2 Folgen)
- 1961: Sprung aus den Wolken (Ripcord, Fernsehserie, Folge 1x03)
- 1962: Journey to the Seventh Planet
- 1963: Im Wilden Westen (Death Valley Days, Fernsehserie, Folge 11x14)
- 1963: Stahlhagel (The Young and The Brave)
- 1963: Ohne Moral (Of Love and Desire)
- 1964: Das Gesetz der Gesetzlosen (Law of the Lawless)
- 1964: Postkutsche nach Thunder Rock (Stage to Thunder Rock)
- 1964: Revolverhelden von Fall River (Young Fury)
- 1964/1968: Die Leute von der Shiloh Ranch (The Virginian, Fernsehserie, 2 Folgen)
- 1965: Geächtet (Branded, Fernsehserie, Folge 2x12)
- 1966: Sheriff Johnny Reno (Johnny Reno)
- 1966: Das Steinzeitsyndrom (Women of the Prehistoric Planet)
- 1966: Wyoming-Bravados (Waco)
- 1967: Lieber Onkel Bill (Family Affair, Fernsehserie, Folge 1x28)
- 1967: Chicago-Massaker (The St. Valentine’s Day Massacre)
- 1969: Die Unbesiegten (The Undefeated)
- 1970: Chisum
- 1971: Big Jake
- 1976: King Kong
- 1976: Drei Engel für Charlie (Charlie’s Angels, Fernsehserie, Folge 1x05)
- 1978: Zigarren werden nachts gerollt (Mr. No Legs)
- 1984: Ein Engel auf Erden (Highway to Heaven, Fernsehserie, Folge 1x04)
- 1988: Velvet Dreams – Wenn Träume tödlich enden (Perfect Victims)
- 1988: Nacht der Entscheidung – Miracle Mile (Miracle Mile)
- 1990: Cabal – Die Brut der Nacht (Nightbreed)
- 1990: Fear – Todesangst (Fear, Fernsehfilm)
- 1991: Die Alptraumbraut (The Perfect Bride, Fernsehfilm)
- 1992: Der Verehrer (Invasion of Privacy)
- 1993: Body Bags (Fernsehfilm)
- 2005: The Naked Monster

## Belege
1. ↑  Agar bei Briansdriveintheater, abgerufen am 3. September 2011
2. ↑  Ronald Bergan: John Agar. In: The Guardian. 13. April 2002, ISSN 0261-3077 (theguardian.com [abgerufen am 14. Oktober 2023]).
3. ↑  Ronald Bergan: John Agar. In: The Guardian. 13. April 2002, ISSN 0261-3077 (theguardian.com [abgerufen am 14. Oktober 2023]).

| Personendaten    | Personendaten                            |
| ---------------- | ---------------------------------------- |
| NAME             | Agar, John                               |
| KURZBESCHREIBUNG | US-amerikanischer Schauspieler           |
| GEBURTSDATUM     | 31. Januar 1921                          |
| GEBURTSORT       | Chicago, Illinois, Vereinigte Staaten    |
| STERBEDATUM      | 7. April 2002                            |
| STERBEORT        | Burbank, Kalifornien, Vereinigte Staaten |